# Station Mozu
 Station Mozu  (百舌鳥駅,  Mozu-eki) is een spoorwegstation in de wijk Sakai-ku in de Japanse stad Sakai. Het wordt aangedaan door de Hanwa-lijn. Het station heeft twee sporen, gelegen aan twee zijperrons. 

## Treindienst

### JR West
| 1 | ■ Hanwa-lijn | richting Tennōji en Ōsaka          |
| 2 | ■ Hanwa-lijn | richting Ōtori, Hineno en Wakayama |

## Geschiedenis
Het station werd in 1929 geopend als de stopplaats Nintoku-Goryō-mae. In 1938 werd het veranderd in Mozu-Goryō-mae en in  1944 kreeg het station de huidige naam. In 2010 werd het station vernieuwd.

## Overig openbaar vervoer
Bussen van Nankai.

## Stationsomgeving
Het station ligt nabij de Mozu-Kofungun, een complex van een aantal grafheuvels gebouwd in de Kofunperiode. 
- Mozu-Kofungun:
  - Daisenryō-kofun  (graf van keizer Nintoku)
  - Itasuke-kofun
  - Gobyōyama-kofun
- Dairyō-park
- Stedelijk Museum van Sakai
- Stedelijke bibliotheek van Sakai
- Automuseum van Sakai
- Mozu-Hachiman-schrijn
- Lawson